# Paul Pons
Hyacinthe Pont (ur. 1864 w Sorgues, zm. 1915 w Agen) – francuski zapaśnik lepiej znany pod swoim pseudonimem ringowym jako Paul Pons. Zdobywca pierwszego światowego mistrzostwa w zapasach.

## Biografia
Urodził się w 1864 w Sorgues jako Hyacinthe Pont. Od wczesnej młodości bawił się w zapasy, które były modne w jego czasach. W 1884 zaczął trenować zapasy zawodowo w Marsylii i debiutował w 1888 w Paryżu. Wkrótce stał się znany na całym świecie, a zapaśnicy z całego świata rzucali mu wyzwania - na przykład Amerykanin Tom Cannon, którego Pons pokonał 30 lipca 1898 w Liverpoolu po trwającej 55 minut walce przed publicznością liczącą około 7 tysięcy osób. Pons uchodził za niezwyciężonego do czasu porażki odniesionej w walce przeciwko Turkowi Youssoufowi Ishmaelo. 6 kwietnia 1989 gazeta The World doniosła, że Pons miał dostać pieniądze za przegranie walki i zaakceptował ten układ, traktując go jako część gry, co wskazywałoby na zatarcie granic między zapasami a wrestlingiem na bardzo wczesnym etapie.
W 1896 zaczął trenować trzynastoletniego wówczas Raoula Mussona, który zasłynął jako zapaśnik o pseudonimie ringowym Raoul le Boucher. Pons w całej swojej karierze wiele razy walczył ze swoim podopiecznym i zwykle wygrywał.
W 1898 redaktor magazynu Journal des Sports, Alexandre de Lucenski, zorganizował turniej zapaśniczy, w którym po raz pierwszy nagrodą było mistrzostwo świata. Pons wygrał, pokonując w finale Polaka z Imperium Rosyjskiego, Władysława Pytlasińskiego, zwycięzcę pierwszego turnieju. Między 1898 a 1907 Pons wygrał ten turniej siedmiokrotnie.
W lipcu 1904 podróżował razem z Raoulem le Boucherem, Simonem Antonitschem, Leonem Dumontem i Anastace Anglio po Buenos Aires, biorąc udział w różnych turniejach. 
W 1912 napisał książkę o historii zapasów zatytułowaną La Lutte.
Zmarł w 1915 w wyniku wypadku w czasie łowienia ryb w Agen.